# Giải bóng đá Hạng Nhất Quốc gia 2016
Giải bóng đá hạng nhất quốc gia 2016 (còn gọi là Kienlongbank V.League 2) là mùa giải thứ 22 của giải hạng Nhất. Mùa giải bắt đầu khởi tranh từ ngày 09/4/2016 và kết thúc vào ngày 20/8/2016. Giải có sự góp mặt của 10 đội bóng là Bình Phước, Cà Mau, Huế, Đăk Lắk, Đồng Nai, Nam Định, TP.HCM, Phú Yên, Viettel và XM Fico Tây Ninh. Cuối mùa bóng 2016, TP Hồ Chí Minh đã đạt chức vô địch và giải phong cách đồng thời giành quyền lên chơi tại V.League 1 - 2017.

## Thay đổi so với mùa trước
Danh sách các đội bóng có sự thay đổi so với mùa giải 2015:
| Xuống hạng từ V.League 1 2015 - Đồng Nai Thăng hạng từ Giải hạng nhì 2015 - Cà Mau - Fico Tây Ninh - Viettel | Thăng hạng lên V.League 1 2016 - CLB Hà Nội (sau đổi tên thành Sài Gòn) Xuống hạng Giải hạng nhì 2016 - Công an Nhân dân |

## Phương thức thi đấu
Các đội bóng thi đấu vòng tròn hai lượt (sân nhà - sân đối phương) để tính điểm, xếp hạng. Kết thúc giải, đội có thứ hạng cao nhất được thăng hạng, chuyển lên thi đấu tại V.League 1 2017; Các đội xếp thứ Ba và Tư sẽ play-off với nhau để chọn ra một đội tiếp tục thi đấu play-off với đội xếp thứ Nhì, đội thắng trong trận play-off thứ hai sẽ thi đấu với đội xếp hạng thứ 13 ở V.League 1 2016 thi đấu trận play-off cuối cùng để xác định vé dự V.League 1 2017. Đội xếp hạng thấp nhất sẽ phải xuống thi đấu tại Giải hạng nhì 2017.
Theo điều lệ trận play-off ở mùa bóng 2016, thì để xác định đội hạng Nhất 2016 dự trận đấu tranh suất còn lại dự V-League 2017 với đại diện V-League 2016, 3 đội bóng đứng từ thứ hai đến thứ tư chung cuộc sẽ giáp mặt nhau. Cụ thể, hai đội đứng thứ ba và thứ tư sẽ gặp nhau vào ngày 27/8 tại sân đội đứng thứ ba. Đội thắng trong cặp đấu này sẽ gặp đội đứng thứ nhì ở giải hạng Nhất 2016 vào ngày 31/8 trên sân của đội đứng thứ hai. Đội thắng trong cặp đấu này sẽ giành quyền đá trận play-off với đội liền kề trước đội rớt hạng của V-League 2016. Sân thi đấu trận chung kết (play-off 3) sẽ do BTC quyết định.

## Các đội bóng
| Đội bóng              | Địa điểm              | Sân vận động              | Sức chứa |
| --------------------- | --------------------- | ------------------------- | -------- |
| Bình Phước            | Đồng Xoài             | Sân vận động Bình Phước   | 10,000   |
| Đắk Lắk               | Buôn Ma Thuột         | Sân vận động Đắk Lắk      | 25,000   |
| Cà Mau                | Cà Mau                | Sân vận động Cà Mau       | 9,000    |
| Đồng Nai              | Biên Hòa              | Sân vận động Đồng Nai     | 25,000   |
| Huế                   | Huế                   | Sân vận động Tự Do        | 20,000   |
| Fico Tây Ninh         | Tây Ninh              | Sân vận động Tây Ninh     | 15,500   |
| Nam Định              | Nam Định              | Sân vận động Thiên Trường | 20,000   |
| Phú Yên               | Tuy Hòa               | Sân vận động Phú Yên      | 5,000    |
| Thành phố Hồ Chí Minh | Thành phố Hồ Chí Minh | Sân vận động Thống Nhất   | 25,000   |
| Viettel               | Hà Nội                | Sân vận động Hàng Đẫy     | 20,000   |

### Huấn luyện viên và nhà tài trợ
| Đội bóng       | Huấn luyện viên | Đội trưởng               | Nhà sản xuất trang phục thi đấu | Nhà tài trợ trang phục thi đấu |
| -------------- | --------------- | ------------------------ | ------------------------------- | ------------------------------ |
| Bình Phước     | Lê Thanh Xuân   | Đặng Trần Hoàng Nhựt     |                                 |                                |
| Cà Mau         | Trần Công Minh  | Dương Ngọc Tiền          | Mitre                           |                                |
| Đắk Lắk        | Trần Phi Ái     | Huỳnh Văn Ly             |                                 |                                |
| Đồng Nai       | Trần Bình Sự    | Nguyễn Đức Nhân          |                                 |                                |
| Fico Tây Ninh  | Mang Văn Xích   | Nguyễn Quốc Thanh        |                                 | Xi măng Fico                   |
| Huế            | Nguyễn Đức Dũng | Nguyễn Công Nhật         |                                 |                                |
| Nam Định       | Phạm Hồng Phú   | Nguyễn Hữu Định          |                                 | Gạch men Mikado                |
| Phú Yên        | Đinh Hồng Vinh  | Nguyễn Trương Minh Hoàng |                                 |                                |
| TP Hồ Chí Minh | Lư Đình Tuấn    | Nguyễn Minh Trung        |                                 | LS Group                       |
| Viettel        | Đinh Thế Nam    | Bùi Tiến Dũng            | Mitre                           | BankPlus                       |

### Thay đổi huấn luyện viên
| Đội bóng | Huấn luyện viên rời đi | Nguyên nhân rời đi     | Ngày rời đi         | Vị trí trong bảng xếp hạng | Huấn luyện viên đến | Ngày đến            |
| -------- | ---------------------- | ---------------------- | ------------------- | -------------------------- | ------------------- | ------------------- |
| Cà Mau   | Trần Công Minh         | Từ chức                | 15 tháng 4 năm 2016 | Thứ 8                      | Dương Hữu Cường     | 15 tháng 4 năm 2016 |
| Viettel  | Đinh Thế Nam           | Thực hiện nghĩa vụ.[a] | 16 tháng 6 năm 2016 | Thứ 3                      | Nguyễn Hải Biên     | 16 tháng 6 năm 2016 |
| Đắk Lắk  | Phan Tôn Lợi           | Sa thải                | 14 tháng 7 năm 2016 | Thứ 7                      | Trần Phi Ái         | 14 tháng 7 năm 2016 |
| Viettel  | Nguyễn Hải Biên        | Giáng cấp              | 28 tháng 7 năm 2016 | Thứ 4                      | Đinh Thế Nam[b]     | 28 tháng 7 năm 2016 |

^[a] Do phải thực hiện nghĩa vụ quốc gia dẫn dắt đội tuyển U-16 tham dự Giải U-16 Đông Nam Á 2016.
^[b] Hoàn thành nghĩa vụ quốc gia.

## Bảng xếp hạng
| VT | Đội                   | ST | T  | H | B  | BT | BB | HS  | Đ  | Thăng hạng hoặc xuống hạng            |
| -- | --------------------- | -- | -- | - | -- | -- | -- | --- | -- | ------------------------------------- |
| 1  | TP Hồ Chí Minh (C, P) | 18 | 12 | 3 | 3  | 38 | 15 | +23 | 39 | Thăng hạng lên V.League 1 2017        |
| 2  | Viettel (Q)           | 18 | 8  | 8 | 2  | 31 | 12 | +19 | 32 | Tham dự bán kết Play-off (Play-off 2) |
| 3  | Nam Định (Q)          | 18 | 8  | 8 | 2  | 25 | 14 | +11 | 32 | Tham dự tứ kết Play-off (Play-off 1)  |
| 4  | Đồng Nai (Q)          | 18 | 8  | 6 | 4  | 24 | 17 | +7  | 30 | Tham dự tứ kết Play-off (Play-off 1)  |
| 5  | Fico Tây Ninh         | 18 | 6  | 7 | 5  | 23 | 25 | −2  | 25 |                                       |
| 6  | Đắk Lắk               | 18 | 6  | 5 | 7  | 31 | 30 | +1  | 23 |                                       |
| 7  | Bóng đá Huế           | 18 | 6  | 4 | 8  | 29 | 26 | +3  | 22 |                                       |
| 8  | Bình Phước            | 18 | 4  | 4 | 10 | 29 | 36 | −7  | 16 |                                       |
| 9  | Phú Yên               | 18 | 4  | 4 | 10 | 20 | 41 | −21 | 16 |                                       |
| 10 | Cà Mau (R)            | 18 | 1  | 5 | 12 | 13 | 47 | −34 | 8  | Xuống hạng Giải hạng nhì 2017         |

### Vị trí các đội qua các vòng đấu
| Đội \ Vòng đấu | 1  | 2  | 3  | 4  | 5  | 6  | 7  | 8  | 9  | 10 | 11 | 12 | 13 | 14 | 15 | 16 | 17 | 18 |
| -------------- | -- | -- | -- | -- | -- | -- | -- | -- | -- | -- | -- | -- | -- | -- | -- | -- | -- | -- |
| Bình Phước     | 1  | 4  | 5  | 8  | 9  | 9  | 9  | 9  | 9  | 9  | 9  | 9  | 9  | 9  | 9  | 9  | 8  | 8  |
| Cà Mau         | 8  | 8  | 10 | 10 | 10 | 10 | 10 | 10 | 10 | 10 | 10 | 10 | 10 | 10 | 10 | 10 | 10 | 10 |
| Đắk Lắk        | 3  | 10 | 8  | 6  | 8  | 7  | 8  | 7  | 8  | 8  | 8  | 7  | 7  | 7  | 7  | 6  | 6  | 6  |
| Đồng Nai       | 6  | 9  | 9  | 9  | 6  | 8  | 6  | 6  | 5  | 5  | 4  | 4  | 4  | 3  | 3  | 2  | 2  | 4  |
| Fico Tây Ninh  | 4  | 6  | 6  | 5  | 5  | 5  | 3  | 4  | 4  | 4  | 5  | 6  | 5  | 5  | 5  | 5  | 5  | 5  |
| Bóng đá Huế    | 10 | 5  | 7  | 4  | 2  | 4  | 5  | 5  | 6  | 7  | 6  | 5  | 6  | 6  | 6  | 7  | 7  | 7  |
| Nam Định       | 2  | 1  | 1  | 1  | 1  | 1  | 1  | 1  | 2  | 2  | 2  | 2  | 3  | 2  | 2  | 3  | 4  | 3  |
| Phú Yên        | 9  | 3  | 3  | 7  | 7  | 6  | 7  | 8  | 7  | 6  | 7  | 8  | 8  | 8  | 8  | 8  | 9  | 9  |
| TP Hồ Chí Minh | 5  | 2  | 4  | 2  | 4  | 3  | 2  | 2  | 1  | 1  | 1  | 1  | 1  | 1  | 1  | 1  | 1  | 1  |
| Viettel        | 7  | 7  | 2  | 3  | 3  | 2  | 4  | 3  | 3  | 3  | 3  | 3  | 2  | 4  | 4  | 4  | 3  | 2  |

Cập nhật lần cuối: ngày 20 tháng 8 năm 2016
Nguồn: Vietnam Professional Football

## Kết quả các vòng đấu
| Nhà \ Khách[1] | BPC | CMA | ĐLK | ĐNA | FTN | HUE | NĐI | PYE | HCM | VIE |
| Bình Phước     |     | 4–1 | 2–2 | 1–3 | 2–2 | 4–2 | 2–3 | 5–1 | 1–3 | 1–2 |
| Cà Mau         | 0–1 |     | 1–2 | 1–1 | 1–1 | 1–1 | 3–3 | 1–0 | 0–3 | 0–8 |
| Đắk Lắk        | 0–0 | 4–2 |     | 4–0 | 2–1 | 3–2 | 0–1 | 3–0 | 2–4 | 2–2 |
| Đồng Nai       | 3–2 | 2–0 | 1–1 |     | 3–1 | 0–0 | 0–0 | 0–0 | 0–1 | 3–1 |
| Fico Tây Ninh  | 1–0 | 2–1 | 2–0 | 2–1 |     | 4–3 | 0–0 | 2–2 | 2–0 | 1–1 |
| Bóng đá Huế    | 3–1 | 2–0 | 3–0 | 2–1 | 2–0 |     | 2–2 | 3–0 | 0–1 | 1–1 |
| Nam Định       | 3–0 | 2–0 | 2–2 | 0–1 | 2–0 | 1–0 |     | 1–0 | 0–1 | 1–1 |
| Phú Yên        | 4–1 | 4–1 | 2–1 | 1–1 | 1–1 | 4–3 | 1–3 |     | 0–4 | 0–4 |
| TP Hồ Chí Minh | 2–1 | 7–0 | 3–2 | 0–3 | 1–1 | 2–0 | 1–1 | 5–0 |     | 0–2 |
| Viettel        | 1–1 | 0–0 | 2–1 | 0–1 | 3–0 | 1–0 | 0–0 | 2–0 | 0–0 |     |

Cập nhật lần cuối: 20 tháng 8 năm 2016.
Nguồn: Vietnam Professional Football
1 ^ Đội chủ nhà được liệt kê ở cột bên tay trái.
Màu sắc: Xanh = Chủ nhà thắng; Vàng = Hòa; Đỏ = Đội khách thắng.

## Play-off thăng hạng

### Phương thức thi đấu
Theo điều lệ trận play-off ở mùa bóng 2016, thì để xác định đội hạng Nhất 2016 dự trận đấu tranh suất còn lại dự V-League 2017 với đại diện V-League 2016, 3 đội bóng đứng từ thứ hai đến thứ tư chung cuộc sẽ giáp mặt nhau. Cụ thể, hai đội đứng thứ ba và thứ tư sẽ gặp nhau vào ngày 27/8 tại sân đội đứng thứ ba. Đội thắng trong cặp đấu này sẽ gặp đội đứng thứ nhì ở giải hạng Nhất 2016 vào ngày 31/8 trên sân của đội đứng thứ hai. Đội thắng trong cặp đấu này sẽ giành quyền đá trận play-off với đội liền kề trước đội rớt hạng của V-League 2016. Sân thi đấu trận chung kết (play-off 3) sẽ do BTC quyết định. Ở 2 trận play-off đầu, trường hợp 2 đội hoà nhau sau 2 hiệp thi đấu chính thức sẽ đá luân lưu mà không có 2 hiệp phụ.
- Play-off 1: Hạng 3 HNQG - Hạng 4 HNQG
- Play-off 2: Hạng 2 HNQG - Thắng trận 1
- Play-off 3: Hạng 13 V.League 1 - Thắng trận 2

### Kết quả
| 27 tháng 8 năm 2016 Play-off 1 | Nam Định | 3 - 2    | Đồng Nai                                                                                               | Tp. Nam Định, Nam Định |  |
| 17:00                          | Vũ Thế Vương (11) 60' · Đinh Văn Ta (18) 61' · Nguyễn Hữu Sơn (27) 76' · Lê Quốc Hường (38) 68' · Hoàng Minh Tuấn (28) 82' | Chi tiết | Nguyễn Đức Nhân (18) 81' · Nguyễn Hữu Tuấn (22) 90' · Nguyễn Văn Tiền (17) 41' · Đặng Tuấn Anh (4) 87' | Sân vận động: Sân vận động Thiên Trường Lượng khán giả: 6.000 Trọng tài: Nguyễn Trung Kiên B (Việt Nam) Trợ lý trọng tài: Trần Mạnh Lân (Việt Nam) Trợ lý trọng tài: Phan Huy Hoàng (Việt Nam) Trọng tài bàn: Nguyễn Trung Kiên A (Việt Nam) |  |

| 31 tháng 8 năm 2016 Play-off 2 | Viettel | 3 - 2    | Nam Định | Đống Đa, Hà Nội |  |
| 17:00                          | Đàm Tiến Dũng (12) 9' · Bùi Duy Thường (7) 52' · Nguyễn Trọng Đại (29) 68' · Đặng Văn Trâm (8) 36' · Bùi Đình Sơn (6) 47' · Trần Ngọc Sơn (9) 54' · Bùi Duy Thường (7) 87' | Chi tiết | Đinh Văn Ta (18) 48' (ph.đ.) · Nguyễn Hữu Định (19) 78' (ph.đ.) · Nguyễn Hạ Long (22) 8' · Đinh Viết Tú (2) 10' · Phạm Văn Thuận (15) 76' | Sân vận động: Sân vận động Hàng Đẫy Lượng khán giả: 2.000 Trọng tài: Nguyễn Văn Kiên (Việt Nam) Trợ lý trọng tài: Dương Ngọc Tân (Việt Nam) Trợ lý trọng tài: Nguyễn Anh Đức (Việt Nam) Trọng tài bàn: Trần Xuân Nguyện (Việt Nam) |  |

| 23 tháng 9 năm 2016 Play-off 3 | Long An                                                                 | 1 - 0    | Viettel                                       | Đà Nẵng |  |
| 17h00                          | Huỳnh Tấn Tài (11) 94' · Phạm Thanh Cường (19) 53' · Tiến Anh (26) 120' | Chi tiết | Trọng Đạt (29) 58' · Trần Văn Trung (11) 105' | Sân vận động: Sân vận động Chi Lăng Lượng khán giả: 2.000 Trọng tài: Mongkolchai Pechsri (Thái Lan) Trợ lý trọng tài: Nguyễn Long Hải (Việt Nam) Trợ lý trọng tài: Phạm Phú Hưng (Việt Nam) Trọng tài bàn: Nguyễn Hiền Triết (Việt Nam) |  |

## Thống kê mùa giải

### Ghi bàn hàng đầu
| Vị trí | Cầu thủ           | Câu lạc bộ     | Số bàn thắng |
| ------ | ----------------- | -------------- | ------------ |
| 1      | Hồ Sỹ Giáp        | Bình Phước     | 12           |
| 1      | Nguyễn Tuấn Anh   | TP Hồ Chí Minh | 12           |
| 3      | Võ Lý             | Bóng đá Huế    | 10           |
| 3      | Hoàng Ngọc Hùng   | Fico Tây Ninh  | 10           |
| 5      | Bùi Duy Thường    | Viettel        | 9            |
| 6      | Ngô Xuân Toàn     | Phú Yên        | 7            |
| 7      | Nguyễn Hữu Sơn    | Nam Định       | 6            |
| 7      | Dương Văn Hào     | Viettel        | 6            |
| 9      | Trần Hoàng Phương | Bình Phước     | 5            |
| 9      | Y Thăng Ê Ban     | Đắk Lắk        | 5            |
| 9      | Châu Ngọc Quang   | Đắk Lắk        | 5            |

### Ghi hattrick
| Cầu thủ         | Câu lạc bộ     | Đối thủ     | Kết quả | Ngày                |
| --------------- | -------------- | ----------- | ------- | ------------------- |
| Hồ Sỹ Giáp      | Bình Phước     | Bóng đá Huế | 4–2     | 9 tháng 4 năm 2016  |
| Ngô Xuân Toàn   | Phú Yên        | Bình Phước  | 4–1     | 16 tháng 4 năm 2016 |
| Võ Lý           | Bóng đá Huế    | Phú Yên     | 3–0     | 30 tháng 4 năm 2016 |
| Lê Đức Tài      | Đồng Nai       | Viettel     | 3–0     | 17 tháng 5 năm 2016 |
| Nguyễn Hữu Sơn  | Nam Định       | Bình Phước  | 3–2     | 2 tháng 7 năm 2016  |
| Nguyễn Tuấn Anh | TP Hồ Chí Minh | Cà Mau      | 7–0     | 13 tháng 8 năm 2016 |

### Đá phản lưới nhà
| Cầu thủ        | Câu lạc bộ | Đối thủ | Vòng đấu | Ngày                     |
| -------------- | ---------- | ------- | -------- | ------------------------ |
| Bùi Xuân Bình  | Huế        | Phú Yên | Vòng 16  | Ngày 6 tháng 8 năm 2016  |
| Bùi Ngọc Tín   | Đắk Lắk    | Huế     | Vòng 5   | Ngày 7 tháng 5 năm 2016  |
| Phạm Hoàng Đức | Đắk Lắk    | Phú Yên | Vòng 7   | Ngày 17 tháng 5 năm 2016 |